# 正规态射
在範疇論中，正规態射是一類可以自然地分解成單射與滿射的態射。使所有態射皆為正规態射的範疇稱為正规範疇。

## 定義
設{\displaystyle {\mathcal {C}}}為一個有有限射影極限與歸納極限的範疇。設{\displaystyle f:X\to Y}為態射。設{\displaystyle p_{1},p_{2}:\;X\times _{Y}X\to X}為積的投影，而{\displaystyle i_{1},i_{2}:\;Y\to Y\sqcup _{X}Y}為上積的內射。定義：
- 上像：{\displaystyle \mathrm {Coim} (f):=\mathrm {Coker} (p_{1},p_{2})}
- 像：{\displaystyle \mathrm {Im} (f):=\mathrm {Ker} (i_{1},i_{2})}

根據極限性質，自然態射{\displaystyle X\to \mathrm {Coim} (f)}是滿射，而{\displaystyle \mathrm {Im} (f)\to Y}則是單射。此外還存在唯一一個態射{\displaystyle u:\;\mathrm {Coim} (f)\to \mathrm {Im} (f)}，使得合成態射
{\displaystyle X\longrightarrow \mathrm {Coim} (f){\stackrel {u}{\longrightarrow }}\mathrm {Im} (f)\longrightarrow Y}
正好是{\displaystyle f}。
若{\displaystyle u}為同構，則稱{\displaystyle f}為正规態射；正规態射可以寫成滿射與單射的合成。所有態射皆為正规態射的範疇稱為正规範疇。

## 性質
- 以下三個條件等價：
  - {\displaystyle f}為嚴格滿射
  - {\displaystyle \mathrm {Coim} (f)\to Y}為同構
  - 序列{\displaystyle X\times _{Y}X\Rightarrow X\rightarrow Y}正合
- 如果{\displaystyle f}同時是嚴格滿射與嚴格單射，則{\displaystyle f}為同構。
- {\displaystyle X\to \mathrm {Coim} (f)}恆為嚴格滿射。

## 例子
正规態射的重要特性在於它分解為滿射與單射，此分解在阿貝爾範疇中扮演關鍵角色。
對於集合範疇、群範疇以及一個環上的模範疇，嚴格性並不成問題。一旦引入額外結構，狀況將大大地複雜化：例如取{\displaystyle {\mathcal {C}}}為拓撲向量空間範疇，{\displaystyle {\mathcal {C}}}中存在所有有限的積與上積。{\displaystyle {\mathcal {C}}}中的態射{\displaystyle f:X\to Y}即連續線性映射，其像{\displaystyle \mathrm {Im} (f)}是空間{\displaystyle f(X)}配與{\displaystyle Y}的子空間拓撲，上像{\displaystyle \mathrm {Coim} (f)}則是{\displaystyle f(X)}配與{\displaystyle f:X\to f(X)}的商拓撲；後者一般較前者為細。

## 文獻
- Masaki Kashiwara and Pierre Schapira, Categories and Sheaves, Springer. ISBN 3540279490

## 外部連結
- Categories, sites, sheaves and stacks /Pierre Schapira